# Coudekerque-Village
Coudekerque-Village är en kommun i departementet Nord i regionen Hauts-de-France i norra Frankrike. Kommunen ligger i kantonen Coudekerque-Branche som tillhör arrondissementet Dunkerque. År 2018 hade Coudekerque-Village 1 385 invånare.

## Befolkningsutveckling
Antalet invånare i kommunen Coudekerque-Village
| Referens: INSEE |